# アントレいこま
アントレいこまは、奈良県生駒市の近鉄生駒駅前の再開発地区に位置する複合商業施設である。
ドーナツ化現象以降、郊外の人気住宅地として高所得者層等が流入し、人口が急増していたなか、駅北口の交通利便性の低下や駅前の市街地の密集化への対策、都市の顔となる地区整備のため再開発が行われた。県内最初の再開発事業であった、生駒駅南口再開発（グリーンヒルいこま）に続き、奈良県3番目の再開発事業「生駒駅前北口第一地区第一種市街地再開発事業」として行われた。のちの2期再開発（第二、第三、第四地区）も含め、再開発事業が連続して行われており、生駒市の急速な発展とその後の再整備の盛況がうかがえる。前述の2期再開発事業で竣工した「ベルテラスいこま」などと、色調の統一などをおこない、周辺施設と物理的にも、感覚的（視覚的）にも連接し、落ち着いた景観を呈している。
アントレいこま①が近鉄百貨店生駒店を核テナントとした商業施設、アントレいこま②が金融機関・マンションを中心とした商業施設および住宅となっている。
敷地面積0.6haで、延床面積4.2haであり、市内最大規模の商業施設施設である。
生駒市の外郭団体である生駒都市開発が開発・運営を行っている。

## 主要テナント

### アントレいこま①
主要用途の約50%を商業用途が占める。

#### 近鉄百貨店生駒店
当初から株式会社近鉄百貨店の直営店である。
同じ奈良県内の近鉄奈良線沿線には奈良店が存在するが、ショッピングセンターとの差別化を図る目的もあって同社の百貨店事業本部の管轄となっている。これに対し、当店は近鉄パッセや東大阪店などと同様に商業開発本部が運営し、専門店主体の運営を行い、駅前中心市街地の核となる生活機能・商業機能・コミュニティ機能を融合した様々な機能を持つタウンセンター化を図っている。
同じ奈良県内の奈良店や橿原店といった他の百貨店と異なり、地下フロアがなく、1階と駅直結の2階の一部が食品売場であるのも特徴の一つである。
以下は主要テナント。★のつく店は専門店のため、ポイントサービスなどが一部異なる。
- 6階 (レストラン街と専門店のフロア)
  - ★啓林堂書店
  - とんかつ「いなば和幸」
  - 自家製麺「杵屋」
  - 中国料理「桃谷樓」
  - パスタ「ミラノ亭」
  - 和食「つきひ」
  - ECC外語学院
  - ほけんの窓口
- 5階（専門店のフロア）
  - ★無印良品
  - ★ロフト
  - ★メガネの三城（現：パリミキ）
  - ★ガチャガチャの森[7]
- 4階（ベビー・こども服と専門店のフロア）
  - UCCカフェプラザ[8]（奈良県唯一）
  - コムサイズム
  - ★ABCマート
  - ★キャンドゥ
- 3階（婦人服と生活雑貨・くらしのサービスサロンのフロア）
  - ワコール
  - くらしのサービスサロン - 商品券・KIPSカードカウンター・近鉄友の会承りカウンター・免税手続き
- 2階（菓子と婦人雑貨・化粧品のフロア）
  - 洋菓子
    - ユーハイム
    - ゴディバ
    - モロゾフ
    - 神戸風月堂
    - ゴンチャロフ

  - 和菓子
    - 千鳥屋宗家
    - 鶴屋𠮷信
    - 鼓月
    - とよす
    - 御座候

  - 福寿園
  - 山形屋海苔店
  - ビアードパパの作りたて工房
  - ★カルディコーヒーファーム
  - 資生堂
  - ちふれ化粧品
  - ゆうちょ銀行
  - 南都銀行
  - セブン銀行
  - 白洋舎
- 1階（食品売場）
  - 成城石井（関西最大規模[9]）
  - 551蓬莱
  - RF1
  - うなぎ「江戸川」 - 近鉄リテーリング運営
  - 山崎屋
  - 柿谷ダイニング

#### その他
- 買取の殿堂プレミアム生駒本店

### アントレいこま②
主要用途のうち商業が約13%、住宅が約34%となっている。
- みずほ銀行生駒支店
- ダイコクドラッグ近鉄生駒駅前北口店

## 近隣の交通網
以下の公共交通機関・自動車道がある。
- 近畿日本鉄道
  - 生駒駅（近鉄奈良線・近鉄生駒線・近鉄けいはんな線）
  - 鳥居前駅（近鉄生駒鋼索線）
- 阪奈道路（奈良県道8号大阪生駒線）
  - 生駒IC
- 国道168号